# カイルア (ハワイ州ホノルル郡)
カイルア（英: Kailua、発音：[kaɪluːə]）は、アメリカ合衆国ハワイ州ホノルル郡の国勢調査指定地域（CDP)である。オアフ島ウィンドワード（風上）海岸カイルア湾のコオラウポコ地区にある。司法管轄区でありコオラウポコというアフプアア（ハワイ諸島における地区単位）である。

## 概要

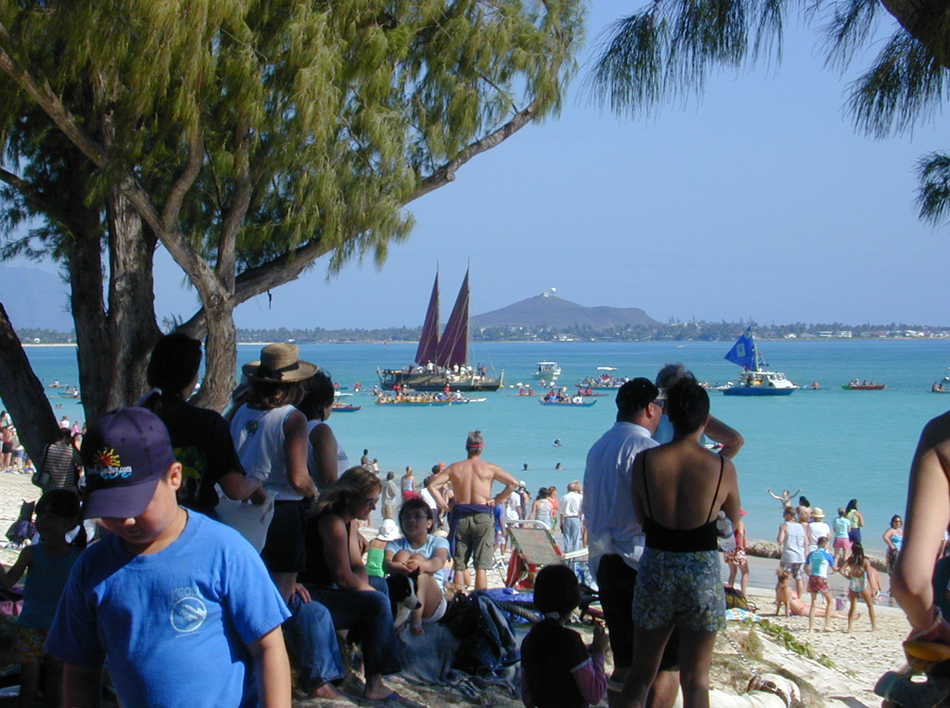
ハワイの航海カヌーホクレア、カイルア・ビーチに到着したところ

ホノルル市からはヌウアヌ・パリを隔てて北東19kmに位置している。人口は4万0402人（2020年）で、ハワイ州では3番目の地域社会である。
ハワイ語では「カイ」が海または海水を意味し、「エルア」が2を意味するので、その造語のカイルアは「2つの海」または「2つの海流」を意味している。この地区に2つのラグーンがあること、あるいはカイルア湾に2つの潮流が流れていることから名付けられている。
カイルアは主に住宅地域であり、カイルア道路に沿って集中した商業地区がある。大半が一戸建て住宅に取り囲まれ、小さくまとまったが近代的で買い物に便利な事業地区もある。1992年までに都心部と周辺住宅地域を合わせて5万人の住人が住むようになった。
カイルアでの見どころとしては、「ハワイ最良のビーチ」と言われることが多いカイルア・ビーチとカイルアビーチ公園、ラニカイビーチ、カワイヌイ湿地および海兵隊ハワイ基地がある。

## 歴史

### 初期の歴史
少なくとも1500年前、現在のカイルアにハワイ人が住んでいた可能性がある。最初期の定着者はカワイヌイ湿地を取り巻く斜面で生活し、釣りをし、楽しんだと考えられている。この湿地の考古学的発掘調査の報告では、湿地斜面が紀元500年ころに占有されたとき、農業は始まっていなかったと結論付けた。カイルアに初期に住み着いたハワイ人は明らかにラグーンあるいは海に開けた湾の側、今日の海岸線よりも数百ヤード海側に住んだ
16世紀、カイルアはアリイ（支配者階級層）を誘致した。カクヒヘワ王とその後継者達、カネカプ、カホオワハ、カウカヒアカホオワハおよびクアリイの治世に、カイルアはワイキキに代わってアリイ・アイモク・オブ・オアフ（王族）の住居地となった。カワイヌイ湿地で夜に働いたことで知られるメネフネや、大きなトカゲの形になって魚をひきつけたモーなど多くの伝説が生まれた。
カイルアはジェームズ・クック船長が到着する前に人口が多くなっており、オアフ国王の昔の首都だった。カイルとウィンドワード海岸全体で最大の出来事はカメハメハ1世がハワイ諸島の統一を求めてオアフ島を征服した1795年のことだった。国王はカワイヌイ湿地と古くからのカイルアに大きな淡水の釣り池とモカプの塩水池とを共に、国王を助けた戦士や首長に授けた。この土地は様々な形態の農業（例えばサトウキビ、米およびサトイモ）に使われ、その後は主に牛の飼育に使われた。ウルポ・ヘイアウ州立景観地のような多くの古代寺院跡が地域内にある。

### 20世紀
1940年代のカイルアは人口がやっと3,000人の小さな町だった。しかし、第二次世界大戦がカイルアの町を変えた。アメリカ海軍カネオヘ湾基地（現在の海兵隊ハワイ基地）とアメリカ陸軍のハーゼ砦の拡張のためにカネオヘ牧場が連邦政府に土地の一部を売却した。最終的に1942年、カネオヘ牧場は牛の飼育を完全にやめ、戦後の開発のために数千エーカーの土地を開放した。カネオヘ牧場主のハロルド・K・L・キャッスルが土地を教会、学校および新しい病院のために寄付した。
1946年、小さなリバティハウスの店（現在はメイシーズ）が3人の従業員で開店し、1953年には50人近い従業員を抱えて全面的な百貨店に拡張した。1947年、ハワイでは最初のボウリング場、電話会社の支店およびまさに最初のスーパーマーケットがカイルアで開店した。1950年代遅くにはホノルルからコオラウ山脈を抜けるトンネルで4車線の高規格道路が開通した。1950年代末までにはハワイがアメリカ合衆国の州になり、カイルアは公式に郵便あて先に採用された（以前はラニカイと呼ばれた）。
1960年までに人口は24,400人に成長した。キャッスル病院（現在のキャッスル医療センター）が1963年に開館した。クレイグズ・ベイカリーは1950年代後半に開店した良く知られたパン屋であったが、2001年のアメリカ同時多発テロ事件から間もなく閉店した。

### 21世紀

#### 冬のホワイトハウス

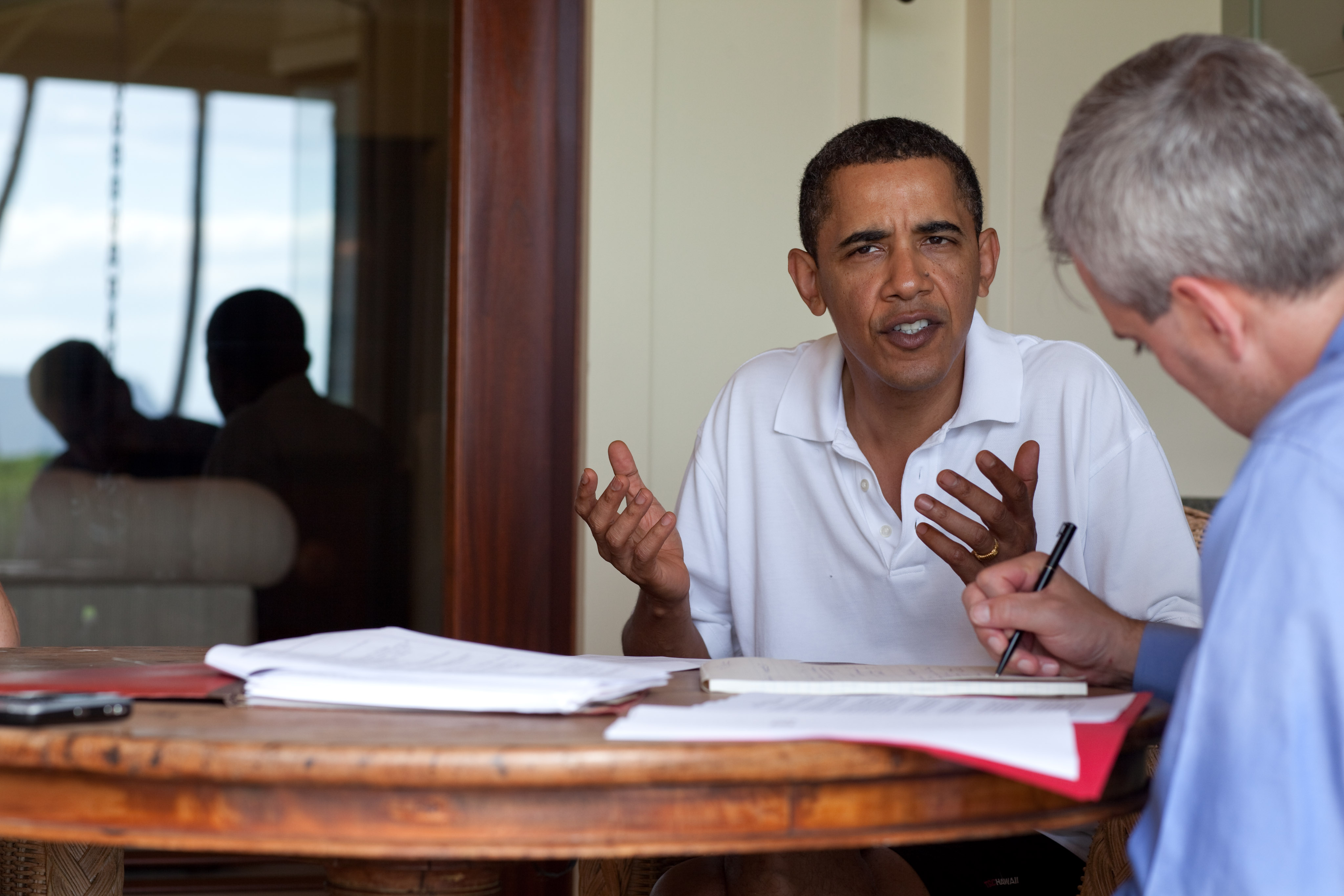
カイルアでアメリカ国家安全保障会議担当首席補佐官デニス・マクドナウとデルタ航空機爆破テロ未遂事件の最新情報について話し合うオバマ大統領、2009年12月29日

オバマ大統領はアメリカ合衆国大統領に就任する前の2008年にハワイで2週間のクリスマス休暇を取り、11ヶ月間の執務後には2009年に11日間のクリスマス休暇を取った。2回ともカイルアで同じ家を借りた。そこは幾つかの報道筋から冬のホワイトハウスと渾名が付けられた。地元の不動産業者に拠れば、オバマは大洋に面した5寝室、7,000平方フィート (650 m2) の家と1エーカー (4,000  m2) の土地を買うことに興味を示した。そこは１晩4,000ドルの価値があり、資産の市場価格は890万ドルとのことである。
この家の所有者は、カリフォルニア州バーバンクを本拠とする民間投資会社レイクサイド・エンタプライズの出資者ジル・ヒギンズである。この家は一戸建て住宅地域に位置しているが、ホノルル市の条例では、家の所有者は月当たりで１人の人に家を貸すことを認めており、地元当局に拠れば、オバマが借りている家はこの条例に違背していないということだった。2009年12月24日、オバマの車列はヒッカム空軍基地からこの敷地まで30分で移動した。

## ビーチ

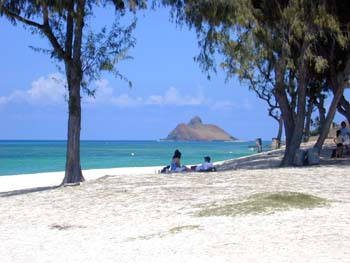
カイルア・ビーチから海上の小島モクヌイを望む。この島はラニカイ沖のナ・モクルアにひとつである。

カイルア・ビーチは「ハワイ最良のビーチ」と言われることが多い。海岸の専門家スティーブン・レザーマン博士によって1998年にアメリカでも最高のビーチに位置付けられ、その後の検討からは「別格｣に扱われている。
ビーチは三日月形で、長さ2マイル (3 km)、幅50ないし150フィート （15ないし45 m）ある。ビーチに面する大洋底は人の高さまでなだらかな斜面であり珊瑚も無い。小さなものから中程度の波があって、サーフィンやボディサーフィンを楽しめる。
安定した貿易風がカイルア・ビーチを世界でも有数のウィンドサーフィンやカイトサーフィンの好適地にしている。ウィンドサーフィンのチャンピオンと多くの人が認めているロビー・ナイシュはカイルア・ビーチで育った。
海上カヤックや立ちパドルボーディングで行く海鳥の保護区フラット・アイランドやモクルア・アイランドは一般に「ザ・モークス」と呼ばれ、ビーチでのウォータースポーツとして人気が増している。

## 地理

### カイルア

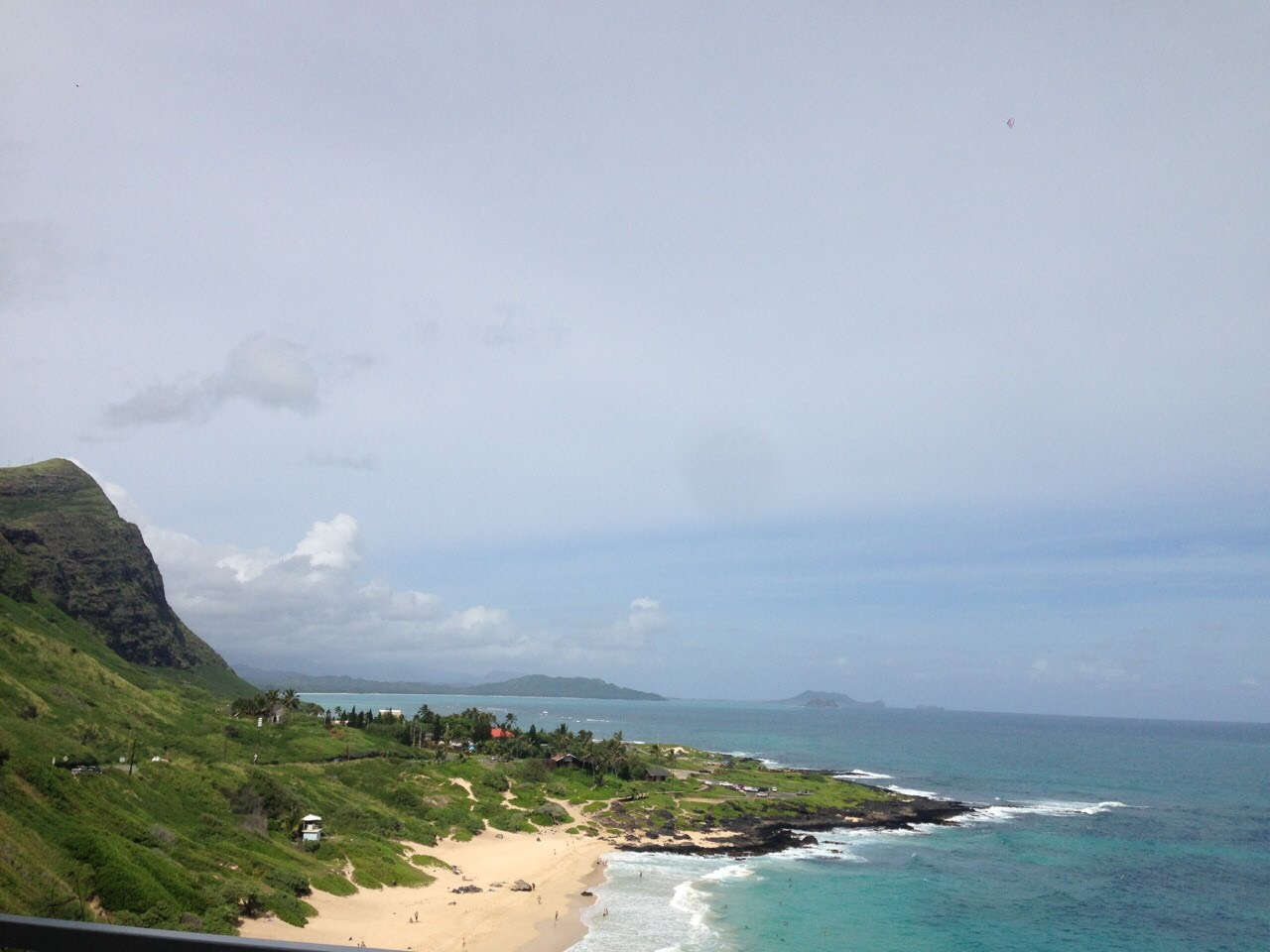
島の一部

カイルアは北緯21度23分51秒 西経157度44分22秒 / 北緯21.39750度 西経157.73944度に位置する。近くにはカネオヘ、マウナウィリ、およびワイマナロの町がある。 
アメリカ合衆国国勢調査局に拠れば、市域全面積は9.5平方マイル (24.7 km2)、このうち陸地は6.6平方マイル (17.2 km2)、水面は2.9平方マイル (7.5 km2)で水域率は30.33％である。
この水域のうちかなりの部分がハワイ諸島最大の湿地であるカワイヌイ湿地（Kawai Nui Marsh）であり、ラムサール条約の指定地域になっている。

### ラニカイ
ラニカイはカイルアの中の未編入地域であり、ウィンドワード海岸のカイルア湾にある。カイルア・ビーチはシャーマンのトラベル・マガジンによって世界でもトップ10のビーチの一つにランク付けられた
。

## 経済と地域社会
小規模なショッピングモールと、ターゲットやホールフーズなどのスーパーが複数ある。またカイルアは年間を通じてブロックパーティや花火まで様々な行事がある。

## 交通
ダニエル・K・イノウエ国際空港やアラモアナから自家用車などで、州間高速道路ハワイ3号線またはHI-61（パリ・ハイウェイ）経由で約30-35分。またTheBusでもアラモアナから1時間強で行くことができる。

## 人口動態
以下は2000年の国勢調査による人口統計データである。
| 基礎データ - 人口: 36,513人 - 世帯数: 12,229世帯 - 家族数: 9,318家族 - 人口密度: 2,123.2人/km2（5,495.8人/mi2） - 住居数: 12,780軒 - 住居密度: 743.1軒/km2（1,923.6軒/mi2） 人種別人口構成 - 白人: 43.84% - 混血: 24.99% - アジア人: 21.11% - 太平洋諸島系: 8.07% - ヒスパニック・ラテン系: 6.10% - アフリカン・アメリカン: 0.76% - ネイティブ・アメリカン: 0.30% - その他の人種: 0.93% 年齢別人口構成 - 18歳未満: 24.1% - 18-24歳: 7.2% - 25-44歳: 28.6% - 45-64歳: 26.3% - 65歳以上: 13.7% - 年齢の中央値: 39歳 - 性比（女性100人あたり男性の人口） - 総人口: 97.9 - 18歳以上: 95.4 | 世帯と家族（対世帯数） - 18歳未満の子供がいる: 32.1% - 結婚・同居している夫婦: 59.2% - 未婚・離婚・死別女性が世帯主: 12.2% - 非家族世帯: 23.9% - 単身世帯: 16.6% - 65歳以上の老人1人暮らし: 6.0% - 平均構成人数 - 世帯: 2.98人 - 家族: 3.33人 収入と家計 - 収入の中央値 - 世帯: 72,784 米ドル - 家族: 79,118米ドル - 性別 - 男性: 46,7896米ドル - 女性: 35,612米ドル - 人口1人あたり収入: 29,299米ドル - 貧困線以下 - 対人口: 5.4% - 対家族数: 3.31% - 18歳未満: 5.3% - 65歳以上: 1.5% |

## 教育

### 公立学校
ハワイ教育局が公立学校を運営している。カイルアには小学校が8校、中学校と高校が各1校ある。高校はカイルア高校がマウナウィリCDPにある。

### 私立学校
- ル・ジャルダン・アカデミー
- セントジョン・ビアニー学校
- セントアンソニー学校
- トリニティ・クリスチャン学校
- レデンプション・アカデミー
- フアカイラニ女子校

## 映画
カイルアで撮影された映画やテレビ番組には次のものがある。
1. ハワイ5-0（1968年）: CBS系テレビドラマ
2. ワイキキ（1980年）：テレビドラマ
3. メッチェンゲシヒター（1998年）: テレビドラマ
4. LOST (2004年-現在）：アメリカン・ブロードキャスティング・カンパニーABC系テレビドラマ
5. Magnum, p.i.（1980年-1988年）：CBS系テレビドラマ

## 著名な住人
- スコット・フェルドマン - MLB選手。テキサス・レンジャーズ
- デビッド・ヒューズ - 元アメリカンフットボール選手。シアトル・シーホークスとピッツバーグ・スティーラーズ
- キラ・カアイフエ - 野球選手。カンザスシティ・ロイヤルズと広島東洋カープ
- BJ・ペン - 柔術家、総合格闘家。ブラジリアン柔術世界王者、元UFC2階級制覇王者
- デニス・ミシェル - PLAYBOY'誌のプレイメイト（1976年4月号）
- クリス・ネオール - NFLアメリカンフットボール選手。ジャクソンビル・ジャガーズ
- サムソン・サトル - NFLアメリカンフットボール選手。オークランド・レイダース

## 参照項目
- カイルア・コナ (ハワイ島) - 「風下のカイルア」